# Patrimoni dell'umanità della Tanzania
I patrimoni dell'umanità della Tanzania sono i siti dichiarati dall'UNESCO come patrimonio dell'umanità in Tanzania, che è divenuta parte contraente della Convenzione sul patrimonio dell'umanità il 2 agosto 1977.
Al 2022 i siti iscritti nella Lista dei patrimoni dell'umanità sono sette, mentre cinque sono le candidature per nuove iscrizioni. Il primo sito iscritto nella lista è stato nel 1979 l'Area di conservazione di Ngorongoro durante la terza sessione del comitato del patrimonio mondiale. Gli altri siti furono aggiunti nel 1981 (due), 1982, 1987, 2000 e 2006. Tre siti sono considerati culturali, secondo i criteri di selezione, tre naturali e uno misto. Un sito, la Riserva faunistica del Selous, è stato iscritto nella Lista dei patrimoni dell'umanità in pericolo dalla XXXVIII sessione del Comitato per il patrimonio dell'umanità, il 18 giugno 2014, a causa del bracconaggio diffuso che sta decimando le popolazioni di fauna selvatica.

## Siti del Patrimonio mondiale
| Foto | Sito                                             | Luogo                                                                       | Tipo                             | Anno      | Descrizione |
| ---- | ------------------------------------------------ | --------------------------------------------------------------------------- | -------------------------------- | --------- | --- |
|      | Area di conservazione di Ngorongoro              | Distretto di Ngorongoro                                                     | Misto (39; iv, vii, viii, ix, x) | 1979-2010 | L'area di conservazione di Ngorongoro si estende su vaste distese di altipiani, savana erbosa, boschi e foreste della savana. Istituito nel 1959 come area a uso multiplo del suolo, con la fauna selvatica che coesiste con pastori Maasai semi-nomadi che praticano il pascolo tradizionale del bestiame, comprende lo spettacolare cratere di Ngorongoro, la caldera più grande del mondo. La proprietà ha un'importanza globale per la conservazione della biodiversità a causa della presenza di specie minacciate a livello globale, della densità della fauna selvatica che abita l'area e della migrazione annuale di gnu, zebre, gazzelle e altri animali nelle pianure settentrionali. Un'ampia ricerca archeologica ha anche prodotto una lunga sequenza di prove dell'evoluzione umana e delle dinamiche uomo-ambiente, comprese le prime impronte di ominidi risalenti a 3,6 milioni di anni fa. |
|      | Rovine di Kilwa Kisiwani e rovine di Songo Mnara | Kilwa Masoko, Pande Mikoma                                                  | Culturale (144; iii)             | 1981      | I resti di due grandi porti dell'Africa orientale ammirati dai primi esploratori europei si trovano su due piccole isole vicino alla costa. Dal XIII al XVI secolo, i mercanti di Kilwa commerciavano in oro, argento, perle, profumi, stoviglie arabe, maioliche persiane e porcellane cinesi; gran parte del commercio nell'Oceano Indiano passava così per le loro mani. |
|      | Parco nazionale del Serengeti                    | Regione del Mara, Regione del Simiyu                                        | Naturale (156; vii, x)           | 1981      | Le vaste pianure del Serengeti comprendono 1,5 milioni di ettari di savana. La migrazione annuale verso pozze d'acqua permanenti di vasti branchi di erbivori (gnu, gazzelle e zebre), seguiti dai loro predatori, è uno degli eventi naturali più impressionanti del mondo. |
|      | Riserva faunistica del Selous                    | Regione di Lindi, Regione di Morogoro, Regione di Pwani, Regione del Ruvuma | Naturale (199; ix, x)            | 1982      | Un gran numero di elefanti, rinoceronti neri, ghepardi, giraffe, ippopotami e coccodrilli vivono in questo immenso santuario, che misura 50 000 km² ed è relativamente indisturbato dall'impatto umano. Il parco ha una varietà di zone di vegetazione, che vanno dai fitti boschetti alle aperte praterie boscose. |
|      | Parco nazionale del Kilimangiaro                 | Regione del Kilimangiaro                                                    | Naturale (403; vii)              | 1987      | Con i suoi 5 895 m d'altitudine, il Kilimangiaro è il punto più alto dell'Africa. Questo massiccio vulcanico si erge in uno splendido isolamento sopra le pianure circostanti, con il suo picco innevato che incombe sulla savana. La montagna è circondata dalla foresta di montagna. Nel parco vivono numerosi mammiferi, molti dei quali specie in via di estinzione. |
|      | Stone Town di Zanzibar                           | Zanzibar                                                                    | Culturale (173; ii, iii, vi)     | 2000      | La Stone Town di Zanzibar è un bell'esempio delle città commerciali costiere swahili dell'Africa orientale. Conserva il suo tessuto e il suo paesaggio urbano praticamente intatti e include molti begli edifici che riflettono la sua particolare cultura, che ha riunito e omogeneizzato elementi disparati delle culture dell'Africa, della regione araba, dell'India e dell'Europa per più di un millennio. |
|      | Siti di arte rupestre di Kondoa                  | Distretto di Kondoa                                                         | Culturale (1183; iii, vi)        | 2006      | Sulle pendici orientali della scarpata Masai al confine con la Great Rift Valley si trovano ripari rocciosi naturali, lastre a strapiombo di rocce sedimentarie frammentate da faglie, i cui piani verticali sono stati utilizzati per le pitture rupestri per almeno due millenni. La spettacolare raccolta di immagini provenienti da oltre 150 rifugi su 2 336 km², molti di alto valore artistico, mostra sequenze che forniscono una testimonianza unica della mutevole base socio-economica dell'area da cacciatore-raccoglitore ad agro-pastorale, e le credenze e le idee associati alle diverse società. Si ritiene ancora che alcuni dei rifugi abbiano associazioni rituali con le persone che vivono nelle vicinanze, riflettendo le loro credenze, rituali e tradizioni cosmologiche. |

## Siti candidati
| Foto | Sito                                                      | Luogo                                                                                                 | Tipo                             | Anno       | Descrizione |
| ---- | --------------------------------------------------------- | --- | -------------------------------- | ---------- | --- |
|      | Oldonyo Murwak                                            | Distretto di Hai                                                                                      | Culturale (848; ii, iii, iv, vi) | 27/05/1997 | Questo sito è costituito da una collina collegata a un corridoio all'interno delle pianure di Sanya. La proprietà è una sito rituale-religioso per le persone di lingua masai del Kenya e della Tanzania. È sulla sua collina che una volta ogni dodici o quattordici anni tutte le classi d'età Maasai ricevono il loro nome e attraverso il rituale si trasformano in anziani all'interno della società. |
|      | Parco nazionale del Gombe                                 | Distretto rurale di Kigoma                                                                            | Naturale (849)                   | 27/05/1997 | Il Parco nazionale del Gombe comprende un'area montuosa di 52 km² della scarpata del occidentale sul lago Tanganica. Le valli ospitano le foreste guineane-congolesi, mentre i pendii superiori aridi sono ricoperti da boschi di miombo (Brachystegia) di tipo zambeziano. Queste due flore si mescolano come foreste semi-decidue sui lati della valle. Questo mosaico ambientale fornisce un ricco habitat per i mammiferi della foresta, in particolare i primati, ma il Gombe è principalmente conosciuto e apprezzato per gli scimpanzé (Pan troglodytes schweinfurthii) e per i risultati dello studio di Jane Goodall su di essi nell'arco di trent'anni. |
|      | Area di conservazione di Jozani-Chwaka Bay                | Regione di Zanzibar Centro-Sud                                                                        | Naturale (850; x)                | 27/05/1997 | L'area di conservazione di Jozani - Chwaka Bay è una riserva naturale forestale protetta che copre circa 30 km² nella parte centrale dell'isola di Zanzibar. La zona del substrato corallino è l'habitat di specie selvatiche di importanza nazionale e internazionale, tra cui il leopardo di Zanzibar (Panthera pardus adersi), endemico e quasi estinto, il colobo rosso (Piliocolobus kirkii) e il cefalofo di Ader (Cephalophus adersi). La foresta di Jozani è l'unica area in cui queste particolari specie potrebbero essere conservate in situ. |
|      | Foreste montane dell'Arco orientale della Tanzania        | Regione di Dodoma, Regione di Iringa, Regione del Kilimangiaro, Regione di Morogoro, Regione di Tanga | Naturale (2085)                  | 10/01/2006 | Il termine "Arco orientale" è stato introdotto nel 1985 per descrivere le antiche montagne cristalline ricoperte di foreste della Tanzania orientale e del Kenya sud-orientale, che sono sotto l'influenza del regime climatico dell'Oceano Indiano. L'area è stata inclusa in tutte le principali analisi di priorità biologica globale. Tredici blocchi montuosi separati costituiscono l'Arco orientale. La maggior parte dell'habitat naturale rimanente sulle montagne si trova all'interno di quasi 150 riserve forestali governative, dove lo sfruttamento delle foreste non è consentito. La foresta dell'arco orientale è protetta anche all'interno del Parco nazionale dei monti Udzungwa e della riserva naturale di Amani nei monti Usambara orientali. |
|      | La via centrale del commercio degli schiavi e dell'avorio | Bagamoyo, Distretto di Kigoma-Ujiji, Kilimatinde, Kwihara, Mamboya, Mpwapwa                           | Culturale (2085)                 | 20/02/2006 | L'Africa centrale e orientale era una delle aree principali in cui i cacciatori e i mercanti di schiavi, la maggior parte dei quali arabi, facevano i loro affari nell'ombra. Uno dei percorsi utilizzati dalle carovane dei commercianti iniziava a Ujiji, sulla riva del lago Tanganica, percorreva oltre 1200 chilometri e si concludeva a Bagamoyo, proprio di fronte a Zanzibar. Lungo questa rotta centrale degli schiavi sono stati identificati sei centri principali che presentano ancora testimonianze del passato commercio: Bagamoyo, Mamboya, Mpwapwa, Kilimatinde, Kwihara (dove sorgeva Kazeh, primo nucleo dell'attuale Tabora) e Ujiji. |